# Amphicyllis globiformis
Amphicyllis globiformis är en skalbaggsart som först beskrevs av Sahlberg 1833.  Amphicyllis globiformis ingår i släktet Amphicyllis, och familjen mycelbaggar. Enligt den svenska rödlistan är arten nära hotad i Sverige. Arten förekommer i Götaland, Öland och Svealand. Artens livsmiljö är skogslandskap.